# Karen Maruyama
Karen Maruyama (née le 29 mai 1958) est une actrice américano-japonaise.

## Biographie
Elle a participé aux versions britannique et américaine de l'émission Whose Line Is It Anyway?.

## Filmographie
- 1985 : Odd Birds
- 1990 : Circuitry Man : Biker Bandit
- 1994 : Pulp Fiction : Gawker #1
- 1995 : Gei ba ba de xin (voix)
- 1995 : Sawbones (TV) : Polito
- 1995 : Le Président et Miss Wade (The American President) : Leo's Secretary
- 1996 : Dunston : Panique au palace (Dunston Checks In) : Telephone Operator
- 1996 : Captain Simian & The Space Monkeys (série télévisée) : Shao Lin (voix)
- 1998 : Guys Like Us (en) (série télévisée) : Kim
- 1999 : Le Garçon qui venait de la mer (The Thirteenth Year) (TV) : Mrs. Nelson
- 2001 : Heavy Gear: The Animated Series (série télévisée) : Yoji Kirakowa (voix)
- 2000 : Strip Mall (série télévisée) : Foo (2001)
- 2003 : Columbo : Columbo Likes the Nightlife (TV) : Maid
- 2005 : The Toy Warrior (voix)
- 2006 : The Enigma with a Stigma : Cindy Wasser
- 2008 : Sans plus attendre, de Rob Reiner : Infirmière Shing
- 2012 : Moi, député, de Jay Roach : Mrs. Yao
- 2018 : Heathers (TV) : Mme Finn